# Királybad
Het Királybad (Hongaars: Király gyógyfürdő; Nederlands: Koningsbad) is een van de vele kuurbaden in Boedapest. Het is het oudste nog bestaande badhuis en het enige openbare badhuis dat geen eigen bron heeft.
In 1541 kwam Boeda in handen van de Ottomanen. Onder leiding van Pasja Arslan werd omstreeks 1566 met de bouw van een Turks bad begonnen. Onder leiding van zijn opvolger, Pasja Sokoli Mustafa, kwam het gebouw in 1570 gereed. De originele naam is Kakas-Poort-bad, omdat dit badhuis binnen de stadsmuren staat, nabij de poort naar de stad Kakas. Het is het enige badhuis binnen de stadsmuren. Vandaar dat de Ottomanen ook tijdens belegeringen geen enkel ritueel bad hoefden te missen.
Omdat de Ottomanen binnen de stadsmuren geen bron vonden, voerden ze via een stelsel van leidingen water aan van het verderop gelegen Veli Beybad. Tegenwoordig komt het thermaalwater van het iets dichterbij gelegen Lukácsbath.
Nadat de Ottomanen in 1686 verdreven waren uit de stad, werd het bad eigendom van verschillende families. In 1796 kocht de familie van Ferenc Kőnig het bad. De huidige naam, Királyfurdö oftewel Koningsbad, is afgeleid van deze familienaam. In 1826 werd het bad uitgebreid met een Neoklassieke vleugel naar plannen van Matyás Schmidt. Het oude, Ottomaanse deel, bleef bewaard. Van 1954 tot 1959, onderging het gehele bad een reconstructie onder leiding van Egon Pannl. Het oude gedeelte werd compleet gerenoveerd in originele, Ottomaanse, stijl.